# Cabrera de Mar
Cabrera de Mar ist eine Gemeinde der Comarca Maresme in Katalonien. Das Gemeindegebiet liegt an der Mittelmeerküste zwischen Vilassar de Mar und Mataró, der Ortskern liegt zirka 2,5 km landeinwärts, in einem kleinen Tal zwischen dem Hügel Burriac (mit der gleichnamigen Burg) und Montcabrer. Im Landesinneren grenzt die Gemeinde an Cabrils und Argentona.

## Geographie
Die Bevölkerung ist in mehreren Ortschaften und Siedlungen verschiedenen Ursprungs verteilt. Im Landesinneren findet sich der mit der Gemeinde gleichnamige Ortskern, auch Nucli Antic (alter Kern) genannt, sowie Agell (auch Santa Helena d’Agell genannt), Sant Joan de Munt und Mas Terrillo. An der Küste befinden sich Pla de l’Avellà (teilweise in der Gemeinde Vilassar de Mar), Les sénies, Costamar und Bonamar.
An der Küste befindet sich ein flacher Streifen, zirka 2 km breit. Das Ufer bildet ein sandiger Strand, der an den Strand von Vilassar de Mar grenzt. Die inneren Gebiete sind hingegen sehr gebirgig, durch die Serra de Sant Mateu, Teil der Serralada Litoral.
Wie im übrigen Maresme auch typisch, gibt es zahlreiche Rieres (Bachläufe) oder Rambles (Trockenflüsse), bedingt durch die Nähe des Küstengebirges Serralada Litoral an das Meer. Diese Sturzbäche, meistens kurz, bleiben über die meiste Zeit trocken, bilden jedoch bei kräftigem Regenfall starke Flüsse, die mitunter gefährliche Strömungen aufweisen. Die wichtigsten Rieres sind, vom Süden nach Norden, die Riera de Cabrera, Rambla dels Vinyals, Torrent del Molí, Riera d’Agell und Riera d’Argentona (letztere bildet die Grenze zur Gemeinde Mataró).

## Geschichte
Can Modolell ist ein archäologischer Fundplatz im Norden von Cabrera de Mar mit Funden von der Zeit der Iberer bis zum Spätmittelalter. 
Die ersten Siedler Cabrera de Mars waren Teil der Laietans, ein Volk-Staat, dessen Gebiet sich zwischen dem Garraf im Süden, der Tordera im Norden und der Serralada Prelitoral erstreckte.
Die Ursiedlung Burriac war die Hauptstadt dieses Volk-Staates. Obwohl die Siedlung schon im 6. Jahrhundert v. Chr. gegründet wurde, wurde sie erst im 4. Jahrhundert v. Chr. zur Hauptstadt. Ebenfalls im 4. Jahrhundert v. Chr. wurden die Stadtmauer und die Straßen gebaut. Die Siedlung war zwischen sieben und zehn Hektar groß und stellte eine der größten Ortschaften im heutigen Gebiet Katalonien dar. Der Reichtum der Stadt basierte vor allem auf der Kontrolle der Getreideproduktion im heutigen Vallès sowie der Landwirtschaft im Maresme. Belege dafür sind reichlich in Brautmitgiften und Adelgräbern vorhanden, in den Gebieten Can Rodón de l’Hort, Can Ros und Turó dels dos Pins.
Nach dem zweiten Punischen Krieg gewann Rom die Kontrolle über den laietanischen Staadt. Die Stadt wurde zum Zentrum einer Revolte und wurde 195 v. Chr. als solches fast vollständig zerstört. Den römischen Eliten, sowie Teilen der Urbevölkerung, die das Römische Reich unterstützt hatten, wurden Gebiete im Tal gegeben, die in weiterer Folge zur Gründung der römischen Stadt Iluro führten.

## Demografie
Zwischen 1998 und 2011 wuchs die Gemeinde um 967 Einwohner. 2022 wohnten 4848 Personen in Cabrera. Etwa 150 bis 200 spanische Staatsbürger, die in Cabrera de Mar geboren wurden, leben im Ausland.

## Politik
Seit 2011 bilden Convergència i Unió, Esquerra Republicana de Catalunya und die Gemeindeliste Alternativa Independent Cabrera de Mar die Gemeinderegierung mit sieben Räten. In der Opposition blieben die Gemeindeliste Gent per Cabrera und Partido Popular.

## Wirtschaft
Die wichtigsten Wirtschaftssektoren sind der Anbau von Zierpflanzen und Schnittblumen sowie die Industrie in einem großen Industriegebiet namens Camí del Mig. Weiters befindet sich im Gemeindegebiet ein überregional wichtiges Einkaufszentrum. Dienstags findet ein kleiner Bauernmarkt statt.

## Sehenswürdigkeiten
- Burgruine Castell de Burriac
- Pfarrkirche St. Felix (Església parroquial de Sant Feliu), spätgotischer Bau mit einem Neuzeit-Altar und einer neobarocken Orgel
- Ausgrabungen in Can Modolell
- Poblat ibèric d’Ilturo, am Berg Burriac (Ausgrabungen)
- Alte Bauernhöfe zu can Bartomeu und cal Conde
- Römische Reste zu ca l’Arnau, die die ältesten Bäder der Hispania beinhalten

## Persönlichkeiten
Der Wirtschaftswissenschaftler Xavier Sala i Martín wurde in Cabrera de Mar in einer alteingesessenen Familie geboren.